# Symfonie nr. 1 (Bruckner)
Symfonie nr. 1 (WAB 101) uit 1865 - 1866 is een compositie van de Oostenrijkse componist Anton Bruckner. Het was de eerste symfonie die Bruckner zelf als volwaardig zag. Hij gaf hem dus zijn nummer mee.

## Ontstaan
Bruckner schreef zijn Eerste symfonie in c in 1865-1866. Deze symfonie komt chronologisch na de Studiesymfonie in f uit 1863, maar voor de "Nulde" symfonie in d van 1869. Maar tijdens de compositie nummerde hij de symfonie aanvankelijk als nr. 2, wat betekende dat hij zijn studiesymfonie toch nog enigszins serieus nam. Maar na voltooiing zag hij dat de nieuwe c-mineur symfonie toch veel rijper en gedurfder was dan de f-mineur, waarover zijn leermeester Kitzler oordeelde dat hij het werk ongeïnspireerd vond. Dus de nieuwe symfonie werd al snel de officiële nummer 1.
De eerste uitvoering in Linz onder Bruckner zelf (9 mei 1868) liet het publiek ontsteld achter. Het werk was in allerlei opzichten te gedurfd en ‘modern’ voor de provinciale toehoorders. Deze Linzer versie is de basis voor de door Robert Haas gemaakte (nu gebruikelijke) editie, die gebaseerd is op de autograaf van 1877 van Wenen. Deze nu gebruikelijke versie wordt als 'frisser' ervaren dan de bewerking die Bruckner verzorgde in 1891 en die naar huidige musicologische inzichten zinloos was. Overigens had de originele versie van 1865/66 een heel ander scherzo en waren er opmerkelijke verschillen in het langzame deel ten opzichte van de 1877-versie. Er is dus feitelijk sprake van drie versies: de originele Linzer versie, de Linzer versie van 1877 en de Weense versie van 1891. Hij droeg in 1891 deze symfonie op aan de Universiteit van Wenen, die hem een eredoctoraat had verleend. Hij liet het werk na aan de Nationale Bibliotheek van Oostenrijk.

## Delen
1. Allegro (in c)
2. Adagio (in As)
3. Scherzo: Lebhaft (in g) – Trio: Langsam (in G)
4. Finale: Bewegt und feurig (in c)

## Structuur
I Allegro molto moderato

Het eerste thema is een voor Bruckner ongebruikelijk springerig marsthema. De bijnaam die Bruckner - gekscherend - zelf gaf ("keckes Beserl" = spring in het veld) hangt vermoedelijk met dit thema samen. Een tweede tweestemmig thema in de violen is zangerig en Oostenrijks. En -typisch voor Bruckner- is er een derde thema. Dit thema in de trombones leidt tot passages wat met zijn omspelingen rond het trombonethema, dat sterk aan Wagner, met name aan Tannhäuser, doet denken.
II Adagio

Verschuivende stoutmoedige harmonieën, een cantabel 2e thema en een uitgesponnen opbouw naar een climax voor het verstilde einde.
III Scherzo: Lebhaft - Trio: Langsam

Een heftig eerste thema met een landelijk dansant Trio in majeur
IV Finale: Bewegt und feurig

Ook hier een sonatevorm met 3 thema's. Het eerste heeft ondanks het bijschrift (bewegt und feurig) een groots karakter. Het tweede (dat na de inzet door violen, celli door het hout en dan door het hele orkest wordt overgenomen) heeft als bijschrift ruhig. Het derde thema is een korte koraalmelodie. Als zo vaak bij Bruckner een citaat uit zijn religieuze werken (in dit geval uit het Benedictus van zijn Mis in f). Aan het slot een zegevierende melodie in de hoorns, die lijkt op het door Haydn gecomponeerde Oostenrijkse volkslied.
Symfonie in f · Symfonie nr. 1 · Symfonie in d · Symfonie nr. 2 · Symfonie nr. 3 · Symfonie nr. 4 'Romantische' · Symfonie nr. 5 · Symfonie nr. 6 · Symfonie nr. 7 · Symfonie nr. 8 · Symfonie nr. 9